# Джунусалієв Малабай
Малабай Джунусалієв (Жунусалієв) (9 травня 1927, село Нічке-Сай, тепер Токтогульського району Таласької області, Киргизстан — 19 лютого 1995, місто Бішкек, Киргизстан) — киргизький радянський діяч, 1-й секретар Наринського обкому КП Киргизії, голова Фрунзенського міськвиконкому. Депутат Верховної ради Киргизької РСР 5—6-го та 8-го скликань. Депутат Верховної ради СРСР 9-го скликання. 

## Життєпис
Трудову діяльність розпочав у 1942 році вчителем Чоргочунської неповної середньої школи в селі Нічке-Сай. Потім працював секретарем районного комітету ЛКСМ Киргизії.
Член ВКП(б) з 1946 року.
У 1948 році закінчив Киргизьку республіканську партійну школу.
У 1948—1949 роках — завідувач кабінету політичної просвіти районного комітету КП(б) Киргизії; інструктор Джалал-Абадського обласного комітету КП(б) Киргизії.
У 1949—1950 роках — відповідальний секретар Джалал-Абадської обласної газети «Большевиктик жол».
У 1950—1952 роках — секретар Уч-Терекського районного комітету КП(б) Киргизії.
Закінчив Вищу партійну школу при ЦК КПРС та Киргизький сільськогосподарський інститут.
У 1952—1954 роках — помічник першого секретаря Джалал-Абадського обласного комітету КП Киргизії.
У 1954—1957 роках — завідувач відділу партійних органів Джалал-Абадського обласного комітету КП Киргизії.
У 1957—1961 роках — 1-й секретар Базар-Курганського районного комітету КП Киргизії.
У 1961—1962 роках — голова виконавчого комітету Фрунзенської міської ради депутатів трудящих.
У 1962—1966 роках — завідувач відділу адміністративних та торговельно-фінансових органів ЦК КП Киргизії.
У 1966—1969 роках — начальник Центрального статистичного управління (ЦСУ) при Раді міністрів Киргизької РСР.
У 1969 — грудні 1970 року — 1-й секретар Тюпського районного комітету КП Киргизії.
У січні 1971 — грудні 1975 року — 1-й секретар Наринського обласного комітету КП Киргизії.
У 1975—1979 роках — заступник голови Державного комітету Ради міністрів Киргизької РСР з питань праці.
З лютого 1979 року — голова колгоспу імені Леніна Сузацького району Ошської (потім — Джалал-Абадської) області.
На 1994 рік — голова Джалал-Абадської обласної спілки фермерів.
Персональний пенсіонер, голова Джалал-Абадської обласної ради ветеранів війни, праці та збройних сил, а також голова Джалал-Абадської обласної ради Асамблеї народу Киргизстану.
Помер 19 лютого 1995 року в місті Бішкек.

## Нагороди та звання
- орден Жовтневої Революції (.03.1971)
- орден Трудового Червоного Прапора (.03.1974)
- медаль «За доблесну працю у Великій Вітчизняній війні 1941—1945 рр.» (.08.1946)
- медаль «За трудову доблесть» (.02.1957)
- медаль «За трудову відзнаку» (.03.1965)
- медаль «За доблесну працю. В ознаменування 100-річчя з дня народження Володимира Ілліча Леніна» (.05.1970)
- медалі
- Заслужений працівник сільського господарства Киргизької Республіки (13.06.1994)